# Quebrada de las Ánimas
Quebrada de las Ánimas är ett vattendrag i Chile.   Det ligger i regionen Región Metropolitana de Santiago, i den södra delen av landet, 80 km sydväst om huvudstaden Santiago de Chile.
Trakten runt Quebrada de las Ánimas består i huvudsak av gräsmarker. Runt Quebrada de las Ánimas är det ganska tätbefolkat, med 75 invånare per kvadratkilometer.